# Арнелль, Май
Май Вильма Арнелль, урождённая Нильссон (швед. Maj Vilma Arnell; 30 апреля 1910, Гётеборг — 10 июня 2005, там же) — шведская художница.

## Биография и творчество
Май Арнелль родилась в 1910 году в Гётеборге. Её родителями были Роберт Вальдемар Нильссон и Вильгельмина Робинссон. Закончив в Гётеборге школу для девочек, Май училась на закройщицу в Стокгольме, а затем работала на текстильной фабрике в Гётеборге, где также создавала эскизы одежды. В 1933 году она вышла замуж за Хельге Арнелля, гражданского инженера, и перестала работать. У супругов родилось трое детей.
В 1940 году Май Арнелль поступила в Художественную школу Гётеборга (Göteborgs Musei rit- och målarskola, ныне Академия Валанд), где училась до 1945 года. В числе особо ценимых ею преподавателей был Нильс Нильссон. Одним из основных источников вдохновения для Май Арнелль было собрание французской живописи в Гётеборгском художественном музее, где в числе прочих были представлены работы Боннара, Матисса, Сезанна и Вламинка. В 1953 году Арнелль училась в Датской королевской академии изящных искусств, после чего предприняла учебные поездки в Италию, Францию, Бельгию и Нидерланды. Со временем дом Май Арнелль стал местом встречи гётеборгских художников, таких как Олле Скагерфорс, Альф Линдберг, Бенгт Кристенссон, Гудрун Арнинге и пр.
Май Арнелль начала писать в стиле, близком к живописи так называемых «гётеборгских колористов». В конце 1940-х яркие тона её ранних работ сменились более тёмной палитрой, но впоследствии художница вновь вернулась к первоначальному стилю. С 1950-х по 1990-е годы она выставляла свои работы в различных художественных галереях Швеции, в том числе в родном Гётеборге, в Стокгольме и в Мальмё. Первая её персональная выставка состоялась, однако, лишь в 1975 году, а общенациональное признание к ней пришло в 1990-х годах. Наибольшую известность получила именно её поздняя живопись, в первую очередь пейзажи и натюрморты. Многие её пейзажи были написаны на острове Чёрн.
Май Арнелль продолжала работать вплоть до преклонного возраста. Художница умерла в 2005 году, в возрасте 95 лет, и была похоронена в Гётеборге. В 2006 году в её родном городе состоялась ретроспективная выставка её работ. Произведения Май Арнелль представлены в собраниях Национального музея Швеции, Музея современного искусства в Стокгольме, Гётеборгского художественного музея и Художественного музея Мальмё.